# در آغاز
در آغاز (به انگلیسی: In the Beginning) یک مینی سریال ۲ قسمته برگرفته از انجیل، به کارگردانی کوین کانر است که از شبکه ان‌بی‌سی پخش شد.
ستارگانی مانند مارتین لاندو و ژاکلین بیسه در این فیلم ایفای نقش میکنند.
این فیلم در مراکش و شهر بوداپست مجارستان فیلم برداری شده است.

## بازیگران
- مارتین لاندو در نقش ابراهیم
- ژاکلین بیسه در نقش ساره
- بیلی کمپل در نقش موسی
- ادی سیبریان در نقش یوسف
- فرد والر در نقش یعقوب
- آلن بیتس در نقش شعیب
- استیون برکوف در نقش پوتیفار
- جرالدین چاپلین در نقش یوکابد
- آماندا داناهو در نقش زلیخا
- کریستوفر لی در نقش رامسس یکم
- ارت مالک در نقش رامسس دوم
- راشل استرلینگ در نقش ربه‌کا (دوران جوانی)
- دایانا ریگ در نقش ربه‌کا (دوران میانسالی) ، همسر اسحاق
- ویکتور اسپینتی در نقش هاپاتوزه ، شعبده باز فرعون
- دیوید ترلفال در نقش هارون
- دیوید وارنر در نقش الیصر
- تری سیمو در نقش حوا
- سندهیل رامامورثی در نقش آدم
- شان پرتوی در نقش اسحاق
- اندرو گرینجر در نقش عیسو
- دنی وب در نقش یوشع بن نون
- جاناتان فیرث در نقش لابان
- فرانک فینلی در نقش صدای خدا